# 1986 en sports équestres
Chronologie des sports équestres
- 1985 en sports équestres - 1986 en sports équestres - 1987 en sports équestres

Cet article présente les faits marquants de l'année 1986 en sports équestres.

## Événements

### Mars
- 21 mars 1986 au 23 mars 1986 : la finale de la coupe du monde de dressage 1985-1986 à Bois-le-Duc (Pays-Bas) est remportée par Anne Grethe Jensen sur Marzog[1].

### Avril
- avril 1986 : la finale de la coupe du monde de saut d'obstacles 1985-1986 est remportée par Leslie Burr Lenehan et McLain[2].

### Année
- première édition du championnat norvégien du cheval Fjord organisée à Førde.